# Oberer Gosebach
Der Obere Gosebach ist ein Naturschutzgebiet in der Gemeinde Lüder in der Samtgemeinde Aue im Landkreis Uelzen und in der Gemeinde Obernholz in der Samtgemeinde Hankensbüttel im Landkreis Gifhorn in Niedersachsen.

## Allgemeines
Das Naturschutzgebiet mit dem Kennzeichen NSG LÜ 365 ist circa 5 Hektar groß. Es ist Bestandteil des FFH-Gebietes „Ise mit Nebenbächen“ und des EU-Vogelschutzgebietes „Schweimker Moor und Lüderbruch“. Das Naturschutzgebiet ersetzt im Geltungsbereich der Naturschutzverordnung das Naturschutzgebiet „Schweimker Moor und Lüderbruch“, von dem es ansonsten fast vollständig umgeben ist. Im Südosten grenzt es an das Naturschutzgebiet „Ise mit Nebenbächen“. Das Naturschutzgebiet wurde zum 15. Juli 2021 ausgewiesen. Zuständige untere Naturschutzbehörden sind die Landkreise Uelzen und Gifhorn.

## Beschreibung
Das Naturschutzgebiet liegt nördlich von Hankensbüttel in der Südheide. Es stellt einen Abschnitt des Gosebachs mit seinem fünf Meter breiten Randstreifen unter Schutz. An diesen schließen sich vielfach landwirtschaftliche Nutzflächen an. Abschnittsweise sind ungenutzte Uferbereiche, in denen naturnahe Vegetation oder Gehölze zu finden sind, bis zu 20 Metern Breite in das Naturschutzgebiet einbezogen. Der Gosebach ist im Naturschutzgebiet weitgehend ausgebaut. Er wird abschnittsweise von Grünländern bzw. von als Bruch- oder Galeriewälder ausgeprägten Gehölzen und Eichenmischwäldern begleitet. Zur Verbesserung des Gosebachs als Lebensraum wird die Entwicklung von bachbegleitenden Erlen-Eschen-Auwäldern angestrebt, die aus den den Bachlauf teilweise begleitenden Erlengehölzen entwickelt werden können.
Das Gebiet ist Lebensraum für Bachneunauge, Steinbeißer und Bitterling sowie verschiedene Libellen, darunter die Blauflügel-Prachtlibelle und die Grüne Flussjungfer. Das Gebiet ist auch Lebensraum des Fischotters sowie unter anderem der Vogelarten Kranich, Kleinspecht, Braunkehlchen, Nachtigall und Eisvogel. Das Gebiet ist Nahrungshabitat des Schwarzstorchs.